# Slavný lovec Pampalini
Slavný lovec Pampalini (v polském originále Pampalini łowca zwierząt) je polský kreslený seriál z roku 1976. Hlavním hrdinou seriálu je lovec Pampalini, který v Africe loví zvířata. Vždy mu ale úspěšný lov něco zhatí.
Do češtiny seriál nadaboval Ota Jirák.

## Seznam dílů
- Hroch
- Lev
- Medvěd
- Tapír
- Kondor
- Had
- Yetti
- Slon
- Žirafa
- Krokodýl
- Pštros
- Mravenečník
- Gorila